# Elzie Crisler Segar
Pour les articles homonymes, voir Segar.
Compléments
- créateur de Popeye

E. C. Segar (ˌiːˈsiː sɪˈgɑːr), de son nom complet Elzie Crisler Segar, né le 8 décembre 1894 à Chester, Illinois, et mort le 13 octobre 1938 à Santa Monica, Californie, est un auteur de bande dessinée américain, créateur de Popeye.
Après avoir occupé divers emplois alimentaires, Segar commence dans la bande dessinée en 1916. En 1919, il crée pour le King Features Syndicate les comic strip humoristiques The Thimble Theatre et Sappo, qui connaissent un succès modéré. 
En 1929, il introduit dans la première de ces séries un nouveau personnage, le marin Popeye, qui plaît beaucoup aux lecteurs. Devenu le personnage principal du Thimble Theatre, Popeye accède à une gloire nationale avec les dessins animés produits à partir de 1933 par les Studios Fleischer, qui s'éloignent relativement de l'œuvre de Segar mais sont diffusés largement dans les cinémas américains. 
Grâce aux revenus tirés du strip et des produits dérivés de Popeye, Segar devient l'un des auteurs les plus riches et les plus populaires du pays. Il meurt d'une leucémie à 43 ans en 1938, après avoir préparé la transmission de son œuvre. 
Le Popeye de Segar est aujourd'hui un classique de la bande dessinée célébré pour sa verve et son expressivité, souvent réédité et traduit en de nombreuses langues. L'œuvre antérieure de Segar n'est cependant plus disponible.

## Biographie

### Enfance et débuts (1894-1919)

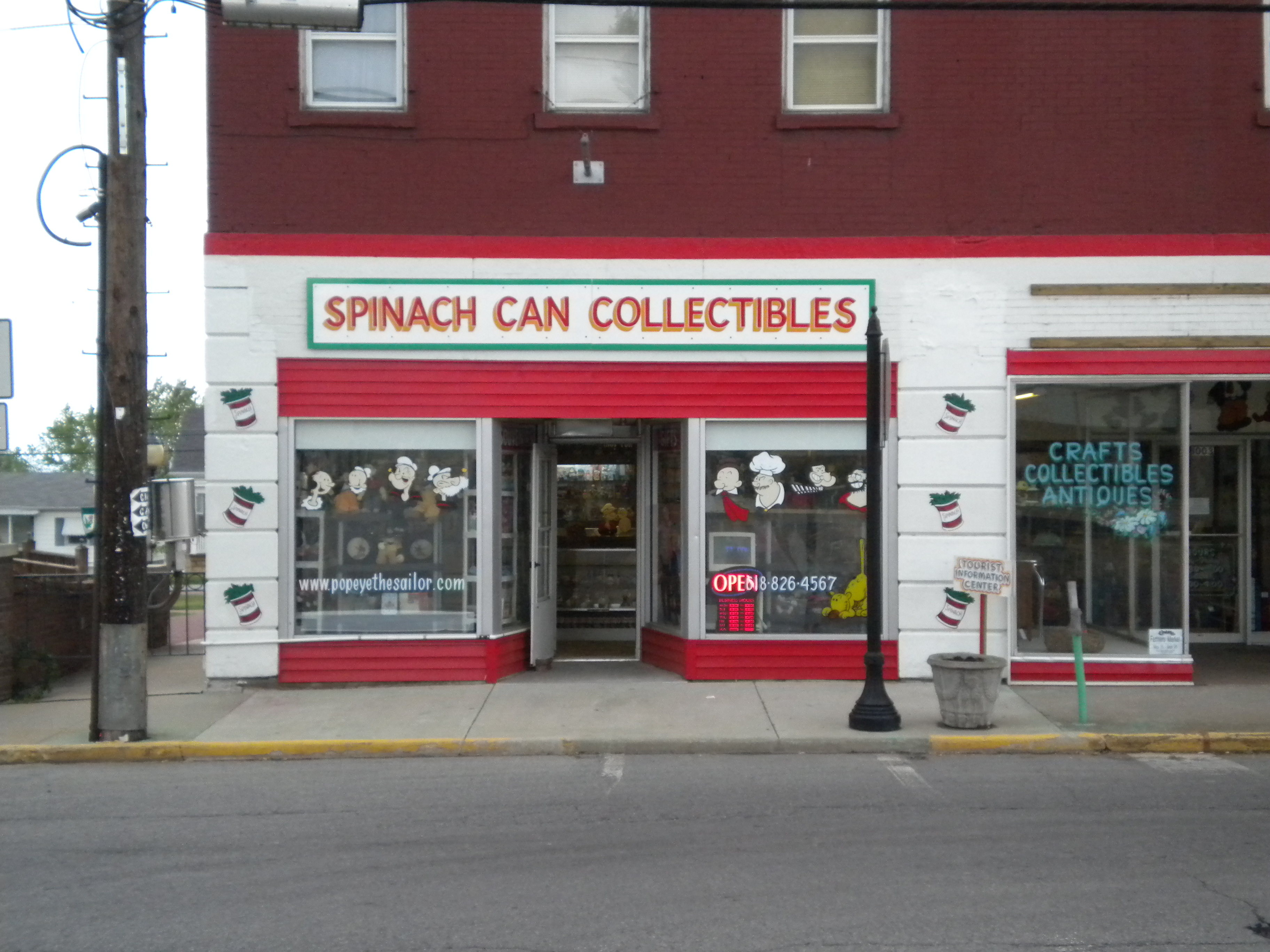
Le Chester Opera House où Segar eut son premier travail régulier est aujourd'hui un magasin de souvenirs Popeye.

Segar naît le 8 décembre 1894 à Chester, dans l'Illinois, à environ 90 kilomètres au Sud-Est de Saint-Louis. C'est le dernier des huit enfants de son père, Amzi Chester, peintre en bâtiment et tapisseur, et de sa mère, femme au foyer. Elzie passe son enfance dans cette petite ville de la vallée du Mississippi à pêcher, nager ou faire du bateau. En 1907, alors qu'il fait déjà des piges de photographes pour la presse locale, il est embauché comme opérateur par Bill Schuchert, le patron du Chester Opera House, le théâtre de la ville,. Ce travail lui permet de pratiquer divers arts lorsqu'il accompagne le pianiste à la batterie ou qu'il dessine à la craie sur les murs du bâtiment des résumés des spectacles proposés. En 1914, Schuchert paye à Segar les vingt derniers dollars dont celui-ci avait besoin pour à s'inscrire au cours de dessin par correspondance de W. L. Evans. Il finit le cours à l'automne 1915 et en reçoit le diplôme au printemps 1916. Segar considérait l'enseignement d'Evans comme déterminant dans son apprentissage du métier de cartoonist.

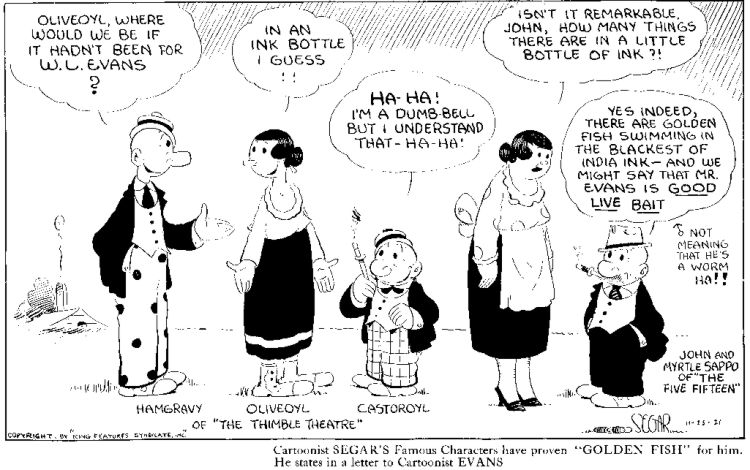
Hommage à son professeur de dessin W.L. Evans réalisé par Segar en 1921.

À partir de fin 1915, Segar cherche à devenir dessinateur professionnel. Son frère, qui vit à Chicago, lui obtient une rencontre avec le créateur du Yellow Kid et de Buster Brown Richard F. Outcault, qui dirige alors une agence de publicité. Outcault le présente au responsable du Chicago Herald, alors le moins prestigieux des quotidiens de la ville. Segar reprend les versions quotidienne et dominicale du strip humoristique Charlie Chaplin's Funny Stunts (Les Cabrioles comiques de Charlie Chaplin), adaptation officielle en bande dessinée des très populaires aventures de Charlot jusque-là animé par Stuart Carothers, mort d'une chute en octobre précédent. Ses histoires sont publiées à partir du 28 février 1916. Au début de l'année suivante, Segar lance son propre strip, Barry the Boob, un petit homme incapable envoyé sur le front français. C'est également en 1917 que Segar se marie, épousant Myrtle Johnson.
En 1918, alors que Barry the Boob a sa place dans les pages dominicales du quotidien, le Chicago Herald fait faillite et est racheté par le groupe Hearst, qui le fusionne le 2 mai avec son Chicago Examiner. Sur les conseils de l'assistant de Hearst Arthur Brisbane, Segar passe alors à l'autre quotidien local du groupe, le journal du soir Chicago American. Il y dessine Looping the Loop, long comic strip vertical consacré à l'actualité culturelle et mondaine de Chicago,. Afin de diversifier ses sources de revenus, Segar propose à partir du printemps 1918 des cours de dessin par correspondance, à la manière de ceux qu'il avait suivis quatre ans plus tôt. Il réalise également d'autres travaux pour le Chicago American, comme un reportage sur la série mondiale d'octobre 1919 opposant les Chicago White Sox aux Cincinnati Reds.
Fin 1919, le directeur éditorial de l'American William Curley conseille à Segar d'aller travailler à New York dans un quotidien plus important du groupe, ce qui lui permettrait d'être diffusé nationalement si sa bande a du succès. Brisbane lui demande de réaliser un comic strip humoristique lié au théâtre, afin de prendre la suite de Midget Movies (« films nains »), parodie de mélodrames d'Ed Wheelan. Segar accepte. Le premier strip du Thimble Theatre (« théâtre de poche », littéralement : « théâtre du dé à coudre ») est publié le 19 décembre 1919.

### The Thimble TheatreetSappo(1919-1929)

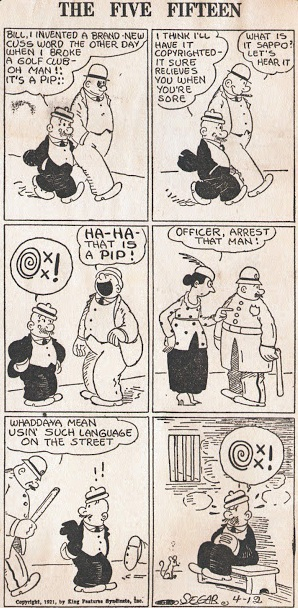
Strip des Five Fifteen du 4 janvier 1921.

Au début la série consiste en saynètes humoristiques indépendantes, présentées sur trois bandes à la manière d'une pièce de théâtre (nom de la représentation, liste des acteurs), dont le couple formé par Olive Oyl et Harold Hamgravy (rapidement renommé Ham Gravy) sont les personnages immuables. Rapidement, le frère d'Olive, Castor Oyl, fait son apparition, suivi peu après par Nana et Cole Oyl, leurs parents. The Thimble Theatre devient dès lors une série humoristique plus conventionnelle, bien que chaque histoire continue à porter un titre. Mois après mois, The Thimble Theatre s'améliore à mesure que Segar s'aguerrit et commence à être diffusée par le King Features Syndicate dans plusieurs journaux du groupe. À partir de 1922, la série s'oriente résolument vers l'aventure humoristique, Castor Oyl et Ham Gravy parcourant en permanence le globe à la recherche d'argent facile.
Le 20 décembre 1920 avait débuté la publication d'une autre bande quotidienne de Segar, The Five Fifteen. À la manière de La Famille Illico, elle met en scène un petit homme assez lâche, John Sappo, et sa grosse femme soupçonneuse et dictatoriale Myrtle. Comme The Thimble Theatre, ce strip est présenté sous la forme d'une petite page de trois bandes de une à trois cases. Renommée Sappo the Commuter en 1923, le strip est cependant arrêté faute de succès en février 1925. Il réapparaît cependant dès le 18 avril comme topper de la nouvelle planche dominicale du Thimble Theatre, honneur qui concrétise son relatif succès. Jusqu'à la fin des années 1920, Segar poursuit donc sur sa lancée, et n'a pas de mal à entretenir sa famille qui s'élargit : sa fille Marie naît en 1922 et son fils Thomas en 1930,. 

### Popeye et la consécration (1929-1938)
En janvier 1929, Segar introduit dans The Thimble Theatre un nouveau personnage, le marin bourru mais serviable Popeye. Initialement prévu pour ne faire qu'une apparition de quelques semaines, il obtient un tel succès que Segar le reprend et en fait de facto le personnage principal de la série (et le compagnon d'Olive à la place de Ham Gravy), qui prend d'ailleurs en 1931 The Thimble Theatre Starring Popeye. La Sorcière des Mers devient la méchante récurrente de la série en janvier 1930, et J. Wellington Wimpy un adjuvant haut en couleur et guère utile en mai 1931. Des albums diffusés nationalement sont publiés dès 1931 et la diffusion du strip augmente, ce qui permet aux Segar de déménager à Santa Monica, banlieue aisée de Los Angeles, en Californie. Ils s'installent dans un ranch de 8 000 m2 surnommé par son possesseur « The Segar Box » (« la boîte à Segar/cigares ») où il peut s'adonner quand il ne dessine pas ses trois passions : la pêche, le billard et les matchs de boxes (comme spectateur).
En 1933, Segar accepte de vendre les droits pour l'adaptation en dessin animé de Popeye aux Studios Fleischer. Ceux-ci réalisent une adaptation en courts-métrages aux ressorts assez simples : pour reconquérir le cœur volage d'Olive Oyl, Popeye (incarné avec brio par Jack Mercer) affronte son antagoniste Brutus. Les coups de poing sont omniprésents, et la force de Popeye est associée aux épinards, à la demande du gouvernement américain qui voulait encourager la consommation de cet aliment censément riche en fer. Grâce aux dessins animés, à la multiplication des albums, à la reprise des planches dans les premiers comic books et surtout aux produits dérivés Popeye devient l'un des personnages les plus connus du pays, ce qui assure définitivement à Segar de très confortables revenus, tout comme l'adaptation radiophonique financée par les céréales Wheatena diffusée sur les trois grands réseaux radiophoniques entre 1935 et 1938 et les trois dessins animés de 20 minutes produits de 1936 à 1938.
Segar n'abandonne cependant pas ses séries : à partir de mai 1932, il fait de Sappo une bande dessinée de science-fiction humoristique, à la suite de l'introduction du savant fou O. G. Wotasnoozle. En août 1933, il introduit dans le coin supérieur droit de la page dominicale les Funny Films : de petites histoires à découper et à faire coulisser dans un faux projecteur en papier pour faire comme de petits dessins animés. À partir d'avril 1934, Funny Films est remplacé par Popeye's Cartoon Club, où Segar donne des leçons de dessins et propose aux lecteurs de lui envoyer leurs gags (il en publie huit). Après 57 livraisons du Cartoon Club, Funny Films revient ; cela réduit la place accordée à Sappo qui devient finalement en 1936 une nouvelle série didactique de dessin.
C'est cependant toujours le Thimble Theatre qui fait l'objet de l'investissement maximal de l'auteur. Le strip suit un développement relativement autonome des dessins animés : Brutus en est absent, le rôle de méchant étant déjà occupé par la Sorcière des Mers, et surtout Segar y introduit régulièrement de nouveaux personnages. Apparaissent ainsi Swee'Pea, l'enfant adoptif d'Olive et Popeye (juillet 1933), Alice the Goon et Toar, des domestiques de la Sorcière des Mers (décembre 1933 et février 1935), Eugene dit le « Jeep », petite bête jaune tacheté dotée de pouvoirs surnaturels qui devient l'animal de compagnie d'Olive et Popeye (avril 1935), Poopdeck Papy, le père acariâtre de Popeye (septembre 1936), etc.
En 1938, Segar tombe malade et meurt d'une leucémie foudroyante le 13 octobre, quelques semaines avant ses 44 ans. The Thimble Theatre est alors diffusé dans plus de 600 journaux américains, et est le deuxième comic strips le plus populaire du pays, derrière Little Orphan Annie. Les dessins animés et les premières traductions des planches dans le monde entier préparent déjà le succès bientôt mondial du personnage. Le comic strip de Popeye est repris par Bud Sagendorf, assistant de Segar.

## Style

### De 1916 à la fin des années 1920

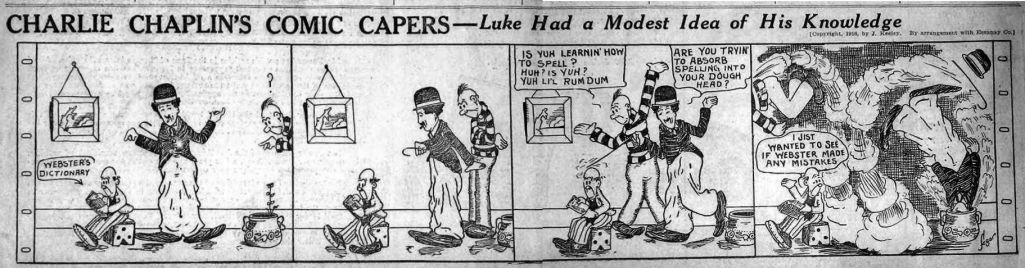
Charlie Chaplin's Comic Capers par E.C. Segar, paru dans le Chicago Herald en 1916. Le dessin est encore très maladroit.
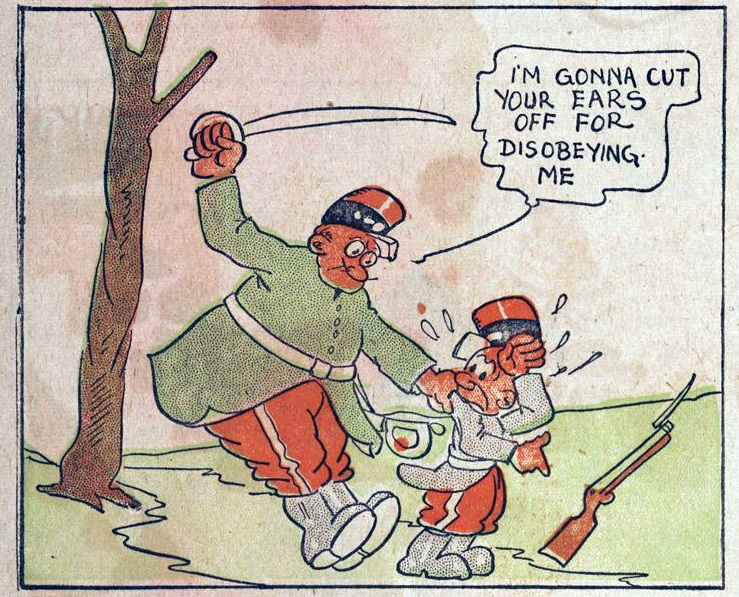
Quatrième case de « As a Hero, Barry is a Great Diplomat », histoire de Barry the Boob publiée le 6 janvier 1918.
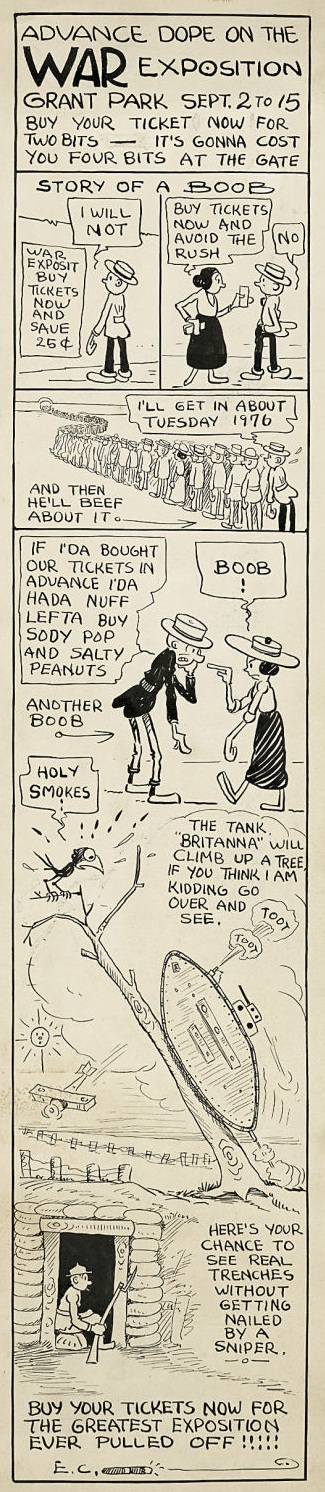
Strip vertical de Looping the Loop (été 1918) faisant la promotion d'une exposition consacrée à la Première Guerre mondiale
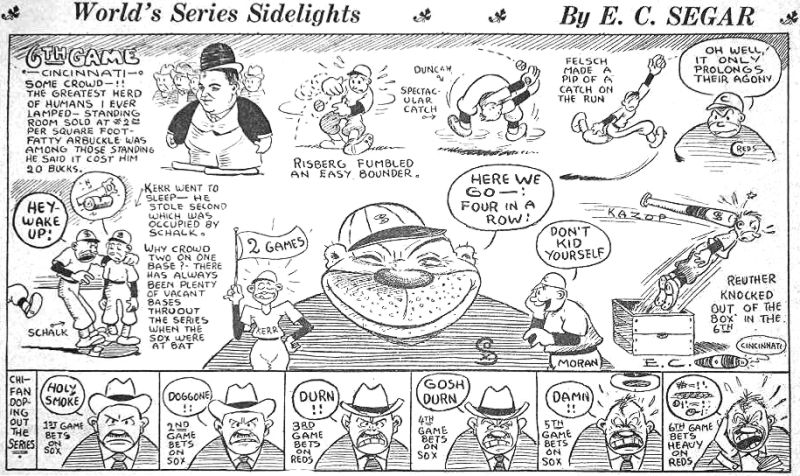
L'un des huit strips de Segar consacrés à la Série mondiale 1919.
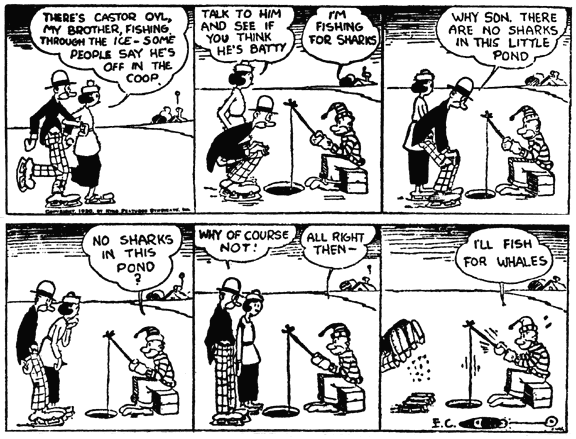
Un strip du Thimble Theatre de 1920 montrant le style simple et l'aspect purement humoristique du premier Thimble Theatre.

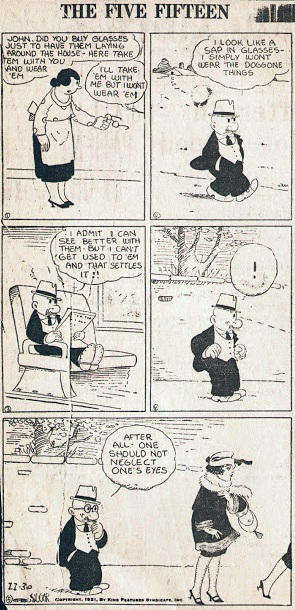
Strip des Five Fifteen du 30 novembre 1921. Humour classique.

Dans sa première bande dessinée publiée, Charlie Chaplin's Comic Capers, Segar ne laisse guère entrevoir son talent futur. Alors que dans ses courts-métrages, Charlie Chaplin campe un Charlot en mouvement permanent, la version dessinée par Segar est très raide, les points de vue sont toujours les mêmes et les décors sont indigents. 
Au fil des mois, Segar progresse rapidement, gagnant notamment en dynamisme. Son dessin est cependant bien inférieur à celui des meilleurs graphistes de la bande dessinée américaine d'alors, tandis que ses histoires restent assez banales, dans la tradition du girl strip.
Avec l'apparition de Popeye, Segar crée un personnage aussi typé que marquant. L'histoire devient rapidement très originales, dans le cadre néanmoins de la structure classique d'un continuity strip. Le dessin se fait également plus aboutit : « Tout se passe comme si le pittoresque du personnage contaminait peu à peu tout le strip et faisait passer l'œuvre entière à un niveau supérieur d'accomplissement, y compris sur le plan graphique. » (Thierry Groensteen).

### Segar à son apogée
À partir de 1932, Segar atteint son apogée. Son dessin est résolument caricatural, à l'extrême opposé de tout Académisme. S'il sait se faire minutieux dans certains décors, « Segar est avant tout un extraordinaire dessinateur du corps ».
Segar fait un usage fréquent et inventif des onomatopées. Il fait également partie des rares auteurs dont des créations verbales sont passés dans l'anglais américain courant : « goon », mot à la mode jusqu'au années 1950 pour qualifier une grande brute un peu idiote (d'après Alice the Goon) et « jeep », dont l'orthographe est un clin d’œil à Eugene the Jeep. C'est également lui qui a systématisé le suffixe « -burger » pour qualifier tout sandwich contenant l'élément spécifié dans la première partie du mot. 

### Influences
Parmi les influences revendiquées de Segar figurent Charlie Chaplin et George Herriman.

## Postérité

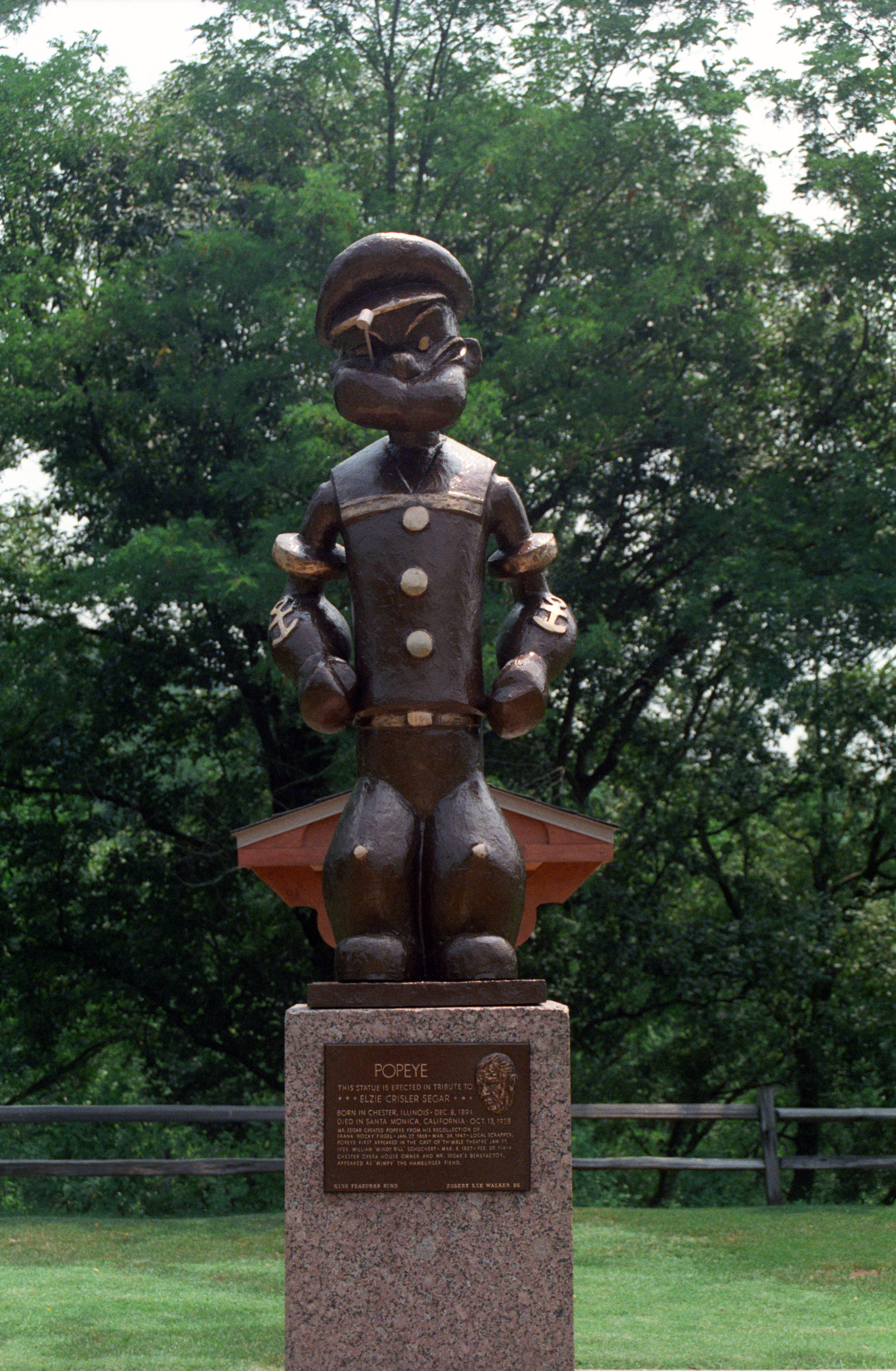
Statut de Popeye à Chester (Illinois).

Dès 1937, une statue en l'honneur de Popeye est érigée à Crystal City, la « capitale mondiale des épinards » autoproclamée, au Texas Une autre est érigée en 1977 dans sa ville natale de Chester, puis peu après à Springdale, en Arkansas. En 2011, Segar est ajouté à titre posthume au temple de la renommée Will Eisner.